# Nozelos (Macedo de Cavaleiros)
Nozelos é uma povoação da freguesia de Arcas, no Município de Macedo de Cavaleiros, Portugal. Foi, até ao início do século XIX, vila e sede de freguesia e de concelho. O pequeno concelho de Nozelos era constituído pelas freguesias de Arcas, Nozelos, Vilarinho de Agrochão e Vilarinho do Monte. Tinha, em 1801, 634 habitantes. Aquando da extinção estas freguesias foram integradas no extinto concelho de Torre de Dona Chama.
Recebeu Carta de Foral em 1 de abril de 1284, outorgada pelo rei D. Dinis (1279-1325), No foral, o rei exclui os reguengos que eram possuídos pelo fidalgo D. Rodrigo Lopes e por outros cavaleiros, e o lugar de Vilar, «que jaz sobre Nozelos». A carta de foro é atribuído a 12 casais, (Um Casal, na Idade Média portuguesa, era uma exploração agrícola) com a obrigação de pagarem por ano no celeiro de Nozelos 14 canadelas de pão e «senhas quartas de vino»